# KkStB 174 sorozat
A kkStB 174 sorozat egy tehervonati szerkocsisgőzmozdony-sorozat volt a Császári és Királyi Osztrák Államvasutaknál (k.k. österreichishe Staatsbahnen, kkStB).

## Története
Mivel a kkStB-nek továbbra is nagy szüksége volt erős tehervonati- és tolatómozdonyokra Karl Gölsdorf 1905-1906-ban elkészítette a kkStB 73 sorozat egy korszerűbb, továbbfejlesztett változatát. Mivel a magas kéntartalmú szén a vörösréz tűzszekrényt erősen károsította, Brotánkazános változattal próbálkozott. A fejlesztés költségeinek csökkentése érdekében Gölsdorf a 73 sorozat gépezetét, kerekeit, vezérlését változatlanul hagyta.
A Floridsdorfi Mozdonygyár 1906-1907-ben szállította az első telített gőzű mozdonyokat brotan-kazánnal (174.01–02). 1908-ban 11 mozdonyt építettek brotánkazánnal és Clench-féle gőzszárítóval (174.500–510). 1910-1911-ben 13 db mennyezetcsapos gőzszárítós (174.511–523) és 1912 és 1915 között 18 db egyszerű telített gőzű kazános mozdony épült.
Az építésben részt vevő cégek a Floridsdorfon kívül a Bécsújhelyi Mozdonygyár, a StEG, az Első Cseh Morva Gépgyár voltak. A második sorozatú brotánkazános mozdonyokon a gőzgyűjtő cső a kazán tetejére került a burkolat alá és nem különálló volt, mint a korábbi gépeknél. Mivel sem a gőzszárító, sem a brotánkazán nem vált be, a mozdonyokat fokozatosan átépítették egyszerű telített gőzű kazánosokká. Az eltérés az eredeti változat és az átépített között, hogy az előbbinek két gőzdómja volt összekötőcsővel, utóbbiaknak pedig egyetlen gőzdómja.
Az első világháború után a kkStB 174 sorozat mozdonyai az alábbiak szerint oszlottak meg a monarchia utódállamai között:
- 18 db a PKP-hez került PKP Tp17 sorozatként,
- 12 a ČSD-hez ČSD 414.2 sorozatként.

A BBÖ-nél 13 db maradt, egy gép eltűnt a háborúban. A ČSD a sorozat mozdonyait 1969-ig selejtezte.
Az Anschluss után a Német Birodalmi Vasút (Deutsche Reichsbahn, DR) mind a 13 BBÖ mozdonyt átszámozta 55.5901-5913 pályaszámúakká. Ehhez jött még a második világháború alatt a PKP 174-es sorozat mozdonyállománya 55.5914-5931 pályaszámtartományba.
A második világháború után az Osztrák Szövetségi Vasutak még 11 db mozdonyt vett állományba ÖBB 155 sorozatként, megtartva DRB-s pályaszámukat. Az utolsó mozdonyt a sorozatból 1959-ben selejtezték.
| Műszaki adatok                    | Műszaki adatok              | Műszaki adatok              | Műszaki adatok              | Műszaki adatok              | Műszaki adatok              | Műszaki adatok              |         |
|                                   | 174.01–02                   | 174.03–20                   | 174.500–510                 | 174.511–521                 | 174.522–523                 | Átépített                   |         |
| --------------------------------- | --------------------------- | --------------------------- | --------------------------- | --------------------------- | --------------------------- | --------------------------- | ------- |
| Jelleg:                           | D ;n2 Brotan                | D n2                        | D h2 Brotan                 | D h2                        | D h2                        | D n2                        |         |
| Hengerátmérő:                     | 500 mm                      | 500 mm                      | 500 mm                      | 500 mm                      | 500 mm                      | 500 mm                      |         |
| Dugattyúlöket:                    | 570 mm                      | 570 mm                      | 570 mm                      | 570 mm                      | 570 mm                      | 570 mm                      |         |
| Hajtókerék-átmérő:                | 1 100 mm                    | 1 100 mm                    | 1 100 mm                    | 1 100 mm                    | 1 100 mm                    | 1 100 mm                    |         |
| Merev tengelyek távolsága:        | 2 550 mm                    | 2 550 mm                    | 2 550 mm                    | 2 550 mm                    | 2 550 mm                    | 2 550 mm                    |         |
| Teljes tengelytávolság:           | 3 900 mm                    | 3 900 mm                    | 3 900 mm                    | 3 900 mm                    | 3 900 mm                    | 3 900 mm                    |         |
| Csatolt kerekek tengelytávolsága: | 3 900 mm                    | 3 900 mm                    | 3 900 mm                    | 3 900 mm                    | 3 900 mm                    | 3 900 mm                    |         |
| Tengelytávolság szerkocsival:     | 11 357 mm                   | 11 357 mm                   | 11 357 mm                   | 11 357 mm                   | 11 357 mm                   | 11 357 mm                   |         |
| Tűzcsövek száma:                  | ?                           | 236                         | 218                         | 236                         | 236                         | 236                         |         |
| Csőfűtőfelület:                   | ?                           | 168,1 m²                    | 122,5 m²                    | 124,0 m²                    | 124,0 m²                    | 173,5 m²                    |         |
| Sugárzó fűtőfelület:              | ?                           | 11,6 m²                     | 11,6 m²                     | 10,6 m²                     | 10,6 m²                     | 10,6 m²                     |         |
| Túlhevítőfelület:                 | –                           | –                           | 44,4 m²                     | 48,8 m²                     | 51,6 m²                     | -                           |         |
| Rostélyfelület:                   | ?                           | 2,48 m²                     | 2,48 m²                     | 2,54 m²                     | 2,54 m²                     | 2,54 m²                     | 2,54 m² |
| Gőznyomás:                        | 11 at                       | 11 at                       | 11 at                       | 11 at                       | 11 at                       | 11 at                       |         |
| Szerkocsi típusa:                 | 9, 56, 156, 256, 76, 86, 88 | 9, 56, 156, 256, 76, 86, 88 | 9, 56, 156, 256, 76, 86, 88 | 9, 56, 156, 256, 76, 86, 88 | 9, 56, 156, 256, 76, 86, 88 | 9, 56, 156, 256, 76, 86, 88 |         |
| Üres tömeg:                       | ?                           | 50,5 t                      | 52,3 t                      | 50,7 t                      | 50,7 t                      | 50,2 t                      | 50,2 t  |
| Tapadási tömeg:                   | ?                           | 55,5 t                      | 56,7 t                      | 55,7 t                      | 55,7 t                      | 56,7 t                      | 56,7 t  |
| Szolgálati tömeg:                 | ?                           | 55,5 t                      | 56,7 t                      | 55,7 t                      | 55,7 t                      | 56,7 t                      | 56,7 t  |
| Hossz:                            | 16 209 mm                   | 16 209 mm                   | 16 209 mm                   | 16 209 mm                   | 16 209 mm                   | 16 209 mm                   |         |
| Magasság:                         | 4 500 mm                    | 4 500 mm                    | 4 500 mm                    | 4 500 mm                    | 4 500 mm                    | 4 500 mm                    |         |
| Vmax:                             | ?                           | 40 km/h                     | 35/40 km/h                  | 40 km/h                     | 40 km/h                     | 40 km/h                     |         |

### Fordítás
Ez a szócikk részben vagy egészben  a   kkStB 174 című német Wikipédia-szócikk fordításán alapul.  Az eredeti cikk szerkesztőit annak laptörténete sorolja fel. Ez a jelzés csupán a megfogalmazás eredetét és a szerzői jogokat jelzi, nem szolgál a cikkben szereplő információk forrásmegjelöléseként.
Az eredeti szócikk forrásai szintén ott találhatóak.